# Oriella Dorella
Oriella Dorella (Milano, 25 gennaio 1952) è un'ex ballerina, insegnante di danza classica e direttrice artistica italiana. Dal 1986 al 1994 è stata Étoile del Corpo di Ballo del Teatro alla Scala di Milano.
Nel corso della carriera ha danzato nei principali teatri italiani, tra cui al Teatro dell'Opera di Roma, all'Arena di Verona, al Teatro Comunale di Bologna, Teatro Nazionale di Milano e al Piccolo Teatro di Milano, ballando nelle produzioni originali di Ballet Imperial di George Balanchine, Amahl e i visitatori notturni di Gian Carlo Menotti, La strada di Mario Pistoni e Nino Rota e nella rivisitazione de Il lago dei cigni di Franco Zeffirelli e Rosella Hightower.
Dorella ha inoltre ballato nelle produzioni di Mario Pistoni, Giuseppe Carbone, John Cranko, Hans van Manen, Gheorghe Iancu, Birgit Cullberg, Luis Sepúlveda, Elisabetta Terabust, Vittorio Biagi, Roland Petit, Alvin Ailey e Flemming Flindt.

## Biografia e carriera
Nata a Milano il 25 gennaio del 1952, cresce nell'area metropolitana di Milano in una famiglia contadina di modeste origini. Dorella, che aveva dimostrato interesse nella danza sin dall'infanzia, all'età di otto anni viene iscritta alla Scuola di Danza del Teatro alla Scala, in quanto gratuita e permetteva di frequentare parallelamente anche la scuola dell’obbligo. Diplomatasi nel 1969, all'età di diciassette anni, Dorella entra a far parte del Corpo di Ballo del Teatro alla Scala nella produzione de La bella addormentata, sino al 1971 in cui venne scelta come ballerina per lo spettacolo Amahl e i visitatori notturni lavorando con l'ideatore della produzione Gian Carlo Menotti e incontrando per la prima volta il coreografo Mario Pistoni presso il teatro della Piccola Scala di Milano.
Il primo ruolo da ballerina solista fu nell'opera Le quattro stagioni sotto la direzione artistica di John Field e Roland Petit nel 1972, a cui seguirono le produzioni dirette sempre da Field Sinfonia n. 9 e Il lago dei cigni, quest'ultimo ruolo affidatole nelle stagioni teatrali della compagnia tra il 1974 e il 1977. Nel corso degli stessi anni prende parte come ballerina solista in numerose produzioni, tra cui viene scelta dallo stesso George Balanchine per suo spettacolo Ballet Imperial e torna a collaborare con Pistoni nella produzione Specchio a tre luci.
Nel 1977 Dorella viene alzata al grado di prima ballerina nella produzione di Cenerentola, lavorando con Paolo Bortoluzzi. Dal 1978 al 1980 ricopre il ruolo di prima ballerina in diverse produzioni, tra cui Ballo Excelsior, sotto la direzione di Filippo Crivelli e Ugo Dell'Ara, e viene scelta da Rudol'f Nureev nelle sue produzioni de La bella addormentata e Lo schiaccianoci. Nel 1980 è presente nella stagione dell'Arena Opera Festival presso l'Arena di Verona ballando come prima ballerina in La Gioconda, Carmen e Aida.
Nei primi anni ottanta Rosella Hightower la sceglie come prima ballerina in diverse sue produzioni teatrali, tra cui in Bolero, Romeo e Giulietta, I promessi sposi e Il lago dei cigni, quest'ultimo sotto la direzione di Franco Zeffirelli. Dorella ottiene ampio successo per la sua interpretazione nella produzione di La strada di Mario Pistoni, su musiche di Nino Rota, tratto dall'omonimo film di Federico Fellini.
Dal 1986 al 1994 Dorella è stata insignita del titolo di Étoile del Teatro alla Scala. Nel 1986 danza per lo spettacolo di Patricia Neary in Tchaikovsky Pas de Deux, e successivamente in Prélude à l'après-midi d'un faune, sempre con la direzione di Neary. Negli stessi anni danza in Čajkovskij pas de deux di George Balanchine presso il Teatro Celebrazioni di Bologna, in Olga, Masha e Irina: tre sorelle di Beppe Menegatti e Gheorghe Iancu sempre al Teatro Comunale di Bologna e torna a ballere in La strada, sotto la direzione artistica e coreografie di Mario Pistoni al Teatro dell'Opera di Roma. Tra il 1988 e 1989 è presente nelle produzioni di Antonello Madau Díaz e Robert de Warren, lavorando con i coreografi Hans van Manen, Ben Stevenson, Robert North Roland Petit, Birgit Cullberg, Alvin Ailey e Flemming Flindt.
Agli inizi degli anni Novanta è scelta come prima ballerina delle produzioni di Giuseppe Carbone, tra cui in  Romeo e Giulietta , Prélude à l'après-midi d'un faune, Onegin e Il bacio della fata, su coreografie di John Cranko, Claude Debussy, Jerome Robbins e Micha van Hoecke. L'ultima produzione presso il Teatro alla Scala in cui ha preso parte Dorella è stata La strada sotto la direzione artistica di Elisabetta Terabust e Mario Pistoni. Nel 1994 lascia La Scala, dedicandosi in produzioni al Piccolo Teatro di Milano con Walter Pagliaro e Gheorghe Iancu, oltre che diventare direttrice artistica del Balletto di Milano.
In televisione ha partecipato all'edizione 1981-1982 di Fantastico e alle fiction Grandi domani su Italia 1 nel 2005 e Non smettere di sognare nel 2009 e nel 2011.

## Vita privata
Dorella è stata sposata con il giornalista Eugenio Gallavotti dal 1986 al 1994. Nel corso del matrimonio hanno adottato Moises e Marco, entrambi di origine brasiliana.

## Teatrografia

### Compagnia del Teatro alla Scala

#### Prima ballerina ed Ètoile
- Cenerentola di Sergej Sergeevič Prokof'ev, direzione artistica di Enrico Tranchina, coreografie di Paolo Bortoluzzi. Teatro alla Scala di Milano, Palasport di San Siro di Milano (1977, 1978)
- La bella addormentata di Pëtr Il'ič Čajkovskij. regia e coreografie di Rudol'f Nureev. Teatro alla Scala di Milano (1978)
- Ballo Excelsior di Luigi Manzotti e Romualdo Marenco, regia di Filippo Crivelli, coreografie di Ugo Dell'Ara. Teatro alla Scala di Milano (1978)
- Le Spectre de la rose di Michel Fokine, regia di Paolo Tomaselli, coreografie di Michel Fokine. Teatro Manzoni di Milano (1978)
- Carmina Burana, direzione artistica di Carlo Camerini, coreografie di Igal Perry. Teatro alla Scala di Milano (1979)
- Lo schiaccianoci di Pëtr Il'ič Čajkovskij, regia e coreografie di Rudol'f Nureev. Teatro alla Scala di Milano (1980)
- La bisbetica domata di John Cranko, direzione artistica di Carlo Camerini e Enrico Tranchina, regia e coreografie di Georgette Tsinguirides. Teatro alla Scala di Milano (1981)
- Petruška di Igor' Fëdorovič Stravinskij e Michel Fokine. Teatro Lirico di Milano (1982)
- The eagle's nest di Michael Kamen, direzione artistica di Carlo Camerini e Enrico Tranchina, coreografie di Louis Falco. Teatro Carcano di Milano (1982)
- Prélude à l'après-midi d'un faune di Claude Debussy. Teatro Piccinnidi Bari (1982)
- La strada di Mario Pistoni e Nino Rota, regia di Antonello Madau Díaz, direzione artistica di Rosella Hightower, coreografie di Mario Pistoni. Teatro alla Scala di Milano (1984)
- Bolero, regia di Antonello Madau Díaz, direzione artistica di Rosella Hightower, coreografie di Maurice Béjart.  Théâtre Antique di Vaison-la-Romaine(1984)
- Adagio Hammerklavier di Ludwig van Beethoven, direzione artistica di Rosella Hightower, coreografie di Hans van Manen. Teatro Nazionale di Milano (1984)
- Romeo e Giulietta di Sergej Sergeevič Prokof'ev, regia di Antonello Madau Díaz, direzione artistica di Rosella Hightower, coreografie di John Cranko. Teatro alla Scala di Milano (1984)
- I promessi sposi di Roberto Hazon, regia di Antonello Madau Díaz, direzione artistica di Rosella Hightower, coreografie di Mario Pistoni. Teatro alla Scala di Milano (1985)
- La strada di Mario Pistoni e Nino Rota, regia di Antonello Madau Díaz, direzione artistica di Rosella Hightower, coreografie di Mario Pistoni. Teatro alla Scala di Milano (1985)
- Omaggio a Carla Fracci, regia di Antonello Madau Díaz, direzione artistica di Rosella Hightower, coreografie di Michel Masson. Teatro alla Scala di Milano (1985)
- Il lago dei cigni di Pëtr Il'ič Čajkovskij, regia di Franco Zeffirelli, coreografie di Rosella Hightower. Teatro alla Scala di Milano (1986)
- Tchaikovsky Pas de Deux di Pëtr Il'ič Čajkovskij, regia di Antonello Madau Díaz e Patricia Neary, coreografie di George Balanchine e Patricia Neary. Teatro alla Scala di Milano (1986)
- Prélude à l'après-midi d'un faune di Claude Debussy, regia di Antonello Madau Díaz e Patricia Neary, coreografie di Jerome Robbins. Teatro alla Scala di Milano (1986)
- Canzoni d'infanzia di Ernő Dohnányi, regia di Antonello Madau Díaz e Patricia Neary, coreografie di László Seregi. Teatro Nuovo di Milano (1986)
- Five tango sensations di Astor Piazzolla, regia di Antonello Madau Díaz e Robert de Warren, coreografie Hans van Manen. Teatro Lirico di Milano (1988)
- L'angelo azzurro di Marius Constantin, regia di Antonello Madau Díaz e Robert de Warren, coreografie di Roland Petit. Teatro alla Scala di Milano (1988)
- La strada di Mario Pistoni e Nino Rota, regia di Antonello Madau Díaz e Robert de Warren, coreografie di Mario Pistoni Teatro Lirico di Milano (1989)
- The lesson di Georges Delerue, regia di Antonello Madau Díaz e Robert de Warren, coreografie di Alvin Ailey e Flemming Flindt. Teatro Lirico di Milano (1989)
- La signorina Julie di August Strindberg, regia di Antonello Madau Díaz e Robert de Warren, coreografie di Birgit Cullberg. Teatro Nazionale di Milano (1989-1990)
- Square dance/Troy Game, regia di Antonello Madau Díaz e Robert de Warren,coreografie di Ben Stevenson e Robert North. Teatro Smeraldo di Milano (1990)
- La morte e la fanciulla di Ariel Dorfman, regia di Antonello Madau Díaz e Robert de Warren, coreografie di Robert North. Teatro Nuovo di Milano (1990)
- La bisbetica domata di John Cranko, regia e coreografie di John Cranko. Teatro alla Scala di Milano (1991)
- Romeo e Giulietta di Sergej Sergeevič Prokof'ev, direzione artistica di Giuseppe Carbone, coreografie di John Cranko. Teatro alla Scala di Milano  (1991)
- Free od flying (Paura di volare) di Hayley Moss, direzione artistica di Giuseppe Carbone, coreografie di Lisa Giobbi. Teatro alla Scala di Milano (1992)
- Prélude à l'après-midi d'un faune di Claude Debussy, direzione artistica di Giuseppe Carbone, coreografie di Jerome Robbins. Teatro alla Scala di Milano (1992)
- Cristoforo Colombo di Gaetano Donizetti e Francesco Sodini, regia di Beppe Menegatti, coregorafie di Alberto Méndez. Teatro alla Scala di Milano  (1992)
- Onegin di Pëtr Il'ič Čajkovskij, direzione artistica di Giuseppe Carbone, coreografie di John Cranko. Teatro alla Scala di Milano (1993)
- Il bacio della fata di George Balanchine e Igor' Fëdorovič Stravinskij,direzione artistica di Giuseppe Carbone, coreografie di Micha van Hoecke. Teatro alla Scala di Milano (1993)
- The lesson di Georges Delerue, direzione artistica di Giuseppe Carbone, coreografie di Flemming Flindt. Villa Arconati di Bollate (1993)
- La strada di Mario Pistoni e Nino Rota, direzione artistica di Elisabetta Terabust, coreografie di Mario Pistoni. Teatro alla Scala di Milano (1994)

#### Corpo di ballo
- La bella addormentata di Pëtr Il'ič Čajkovskij. Teatro alla Scala di Milano (1968-1971)
- Samson et Dalila di Camille Saint-Saëns, regia di Václav Kašlík, coreografie di Imre Keres. Teatro alla Scala di Milano (1969, 1971)
- Amahl e i visitatori notturni di Gian Carlo Menotti, regia di Gian Carlo Menotti, coreografie di Mario Pistoni. Piccola Scala di Milano (1971)
- Le quattro stagioni di Léonide Massine, direzione artistica di John Field, coreografie di Roland Petit. Teatro alla Scala di Milano (1972)
- Coppélia di Arthur Saint-Léon e Léo Delibes, coreografie di Enrique Martinez. Castello Sforzesco di Milano (1972, 1974) Teatro alla Scala di Milano (1973, 1977), Teatro Lirico di Milano (1975)
- Sinfonia n. 9 di Maurice Béjart, direzione artistica di John Field, coreogradie di Maurice Béjart. Palalido di Milano (1973)
- Ballo dei cadetti di David Lichine, regia e coreografie di David Lichine. Castello Sforzesco di Milano (1973)
- Ballet Imperial di George Balanchine, regia e coreografie di George Balanchine. Castello Sforzesco di Milano (1973)
- La Sylphide di Adolphe Nourrit e Filippo Taglioni. Castello Sforzesco di Milano (1973)
- Il lago dei cigni di Pëtr Il'ič Čajkovskij, coreografie di John Field. Teatro alla Scala di Milano (1974-1977)
- Specchio a tre luci di Mario Pistoni e Virgilio Mortari, regia e coreografie di Mario Pistoni. Teatro alla Scala di Milano (1975)
- Bolero, coreografie di Aurel Milloss. Teatro alla Scala di Milano (1975)
- Sinfonia di Salmi di Igor' Fëdorovič Stravinskij, coreografie di Milko Šparemblek. Teatro alla Scala di Milano (1976)
- Giselle di Adolphe-Charles Adam, coreografie di Jean Coralli e Jules Perrot. Teatro alla Scala di Milano (1976)
- Idomeneo di Wolfgang Amadeus Mozart, regia di Roberto De Simone, coreografie di Micha van Hoecke. Teatro alla Scala di Milano (1990)
- Count down/Pubblicità di Antonello Madau Díaz e Bruno Bettinelli, regia di Gino Negri, coreografie di Angelo Corti e Mario Pistoni (1969)

### Altre produzioni

#### Prima ballerina
- La Gioconda di Amilcare Ponchielli, regia di Dario dalla Corta, coreografie di Alfredo Rodríguez. Arena di Verona (1980)
- Carmen di Georges Bizet, regia di Giancarlo Sbragia, coreografie di Pier Luciano Cavallotti. Arena di Verona (1980)
- Aida di Giuseppe Verdi, regia di Jan Claude Riber, coreografie di Roberto Fascilla. Arena di Verona (1980)
- Čajkovskij pas de deux, coreografie di George Balanchine. Teatro Celebrazioni di Bologna (1986)
- Olga, Masha e Irina: tre sorelle di Beppe Menegatti, regia di Beppe Menegatti, coreografie di Gheorghe Iancu. Teatro Comunale di Bologna (1987)
- La strada di Mario Pistoni e Nino Rota, direzione artistica e coreografie di Mario Pistoni. Teatro dell'Opera di Roma (1988)
- La strada di Mario Pistoni e Nino Rota, direzione artistica e coreografie di Guido Pistoni e Fiorella Cova. Teatro dell'Opera di Roma, Terme di Caracalla di Roma (1993-1994)
- La Marchesa Von O. di Vittorio Biagi, regia e coreografie di Vittorio Biagi. Centro Studi Coreografici di Milano (1996)
- Storia di una gabbianella e del gatto che le insegnò a volare di Luis Sepúlveda, regia di Walter Pagliaro. Piccolo Teatro di Milano (1997-1998)
- Il piccolo principe di Antoine de Saint-Exupéry, regia di Stefano De Luca. Piccolo Teatro di Milano (1997-1998)
- Peter Pan di James M. Barrie, regia di Gheorghe Iancu. Piccolo Teatro di Milano (1999-2000)

### Direttrice artistica
- Balletto di Milano

## Filmografia

### Film
- Non smettere di sognare, regia di Roberto Burchielli (2009)

### Serie televisive
- Grandi domani - serie TV (Italia 1, 2005)

### Programmi televisivi
- Fantastico (1981-1982) ospite ricorrente
- Amici di Maria De Filippi (2024), giudice

## Opere
- Il lago dei cigni, Milano, Salani, 1º aprile 1999, ISBN 8877826452.